# Herb Kiernozi
Herb Kiernozi – jeden z symboli miasta i gminy Kiernozia, ustanowiony 21 kwietnia 2004.

## Wygląd i symbolika
Herb przedstawia na tarczy  w polu zielonym dzika biegnącego, czarnego, o szablach srebrnych. Nazwa Kiernozia ma pochodzić od słowa kiernoz, oznaczającego nietrzebionego knura, czasem dzika. Herb Kiernozi jest więc herbem mówiącym.
Herb zaprojektowano w roku 1847 do Albumu herbów miast Królestwa Polskiego. Po utracie praw miejskich, herb przetrwał jako herb gminy.